# Lacinius horridus
Lacinius horridus is een hooiwagen uit de familie echte hooiwagens (Phalangiidae).

Lacinius horridus in de Iconographia Zoologica